# Рид, Алекс
Алекс Рид (англ. Alex Reid; род. 25 сентября 1965) — американский продюсер и сценарист.

## Жизнь и карьера
Алекс Рид - сценарист / режиссер, получивший премию Эмми. Он начал выступать в качестве комика в Сан-Франциско, но после переезда в Лос-Анджелес он перешел к написанию для телевидения в конце 90-х.  При написании Malcolm in the Middle он выиграл Эмми для Outstanding Writing for a Comedy Series для эпизода, “Bowling.” Кроме того, во время работы над Малкольмом в центре внимания Рид начал свою карьеру режиссера.  Помимо Малкольма, он режиссировал эпизоды The Middle,  The Mindy Project, Brooklyn Nine-Nine, Life in Pieces, Odd Mom Out, Up All Night и The Michael J. Fox Show.